# Stephen Smale
Stephen Smale (Flint, Michigan, 15 juli 1930) is een Amerikaans wiskundige. 
Hij werd in 1966 bekroond met de Fields-medaille voor zijn werk in verband met het vermoeden van Poincaré. Hij was meer dan drie decennia verbonden aan de wiskundefaculteit van de universiteit van Californië in Berkeley (1960-61 en 1964-1995).

## Onderzoek
Smale bewees in 1959 dat de georiënteerde diffeomorfismegroep van de tweedimensionale sfeer hetzelfde homotopietype heeft als de speciale orthogonale groep van 3×3 matrices. De stelling van Smale is een paar keer gereproduceerd en uitgebreid geweest, met name naar hogere dimensies in de vorm van het vermoeden van Smale.
Smale introduceerde de Morse-theorie in de wiskundige economie.
In 1998 stelde hij een lijst samen van 18 problemen in de wiskunde die in de 21e eeuw opgelost moesten worden, bekend als Smale's problemen. Deze lijst werd samengesteld in de geest van Hilberts lijst van problemen uit 1900. Smale's lijst bevat enkele van de originele Hilbert-problemen, waaronder de Riemann-hypothese en de tweede helft van Hilbert's zestiende probleem, die beide nog steeds niet opgelost zijn. Andere beroemde problemen op zijn lijst zijn onder andere het vermoeden van Poincaré (nu een stelling, bewezen door Grigori Perelman), het P = NP probleem, en de Navier-Stokesvergelijkingen, die allemaal zijn aangeduid als Millennium Prize Problems door het Clay Mathematics Institute.
1. 1 2 3  https://math.berkeley.edu/~smale/honors.html.
2. ↑  https://www.econometricsociety.org/society/organization-and-governance/fellows/current; geraadpleegd op: 6 april 2023.
3. 1 2  MacTutor History of Mathematics archive.
4. ↑  http://legifrance.gouv.fr/affichTexte.do?cidTexte=JORFTEXT000000550042; Journal Officiel de la République Française.
5. ↑  https://web.archive.org/web/20170705052457/http://upmc.fr/fr/universite/histoire_et_personnalites/les_docteurs_honoris_causa/les_docteurs_honoris_causa_de_1975_a_2003.html.